# Sauce barbecue

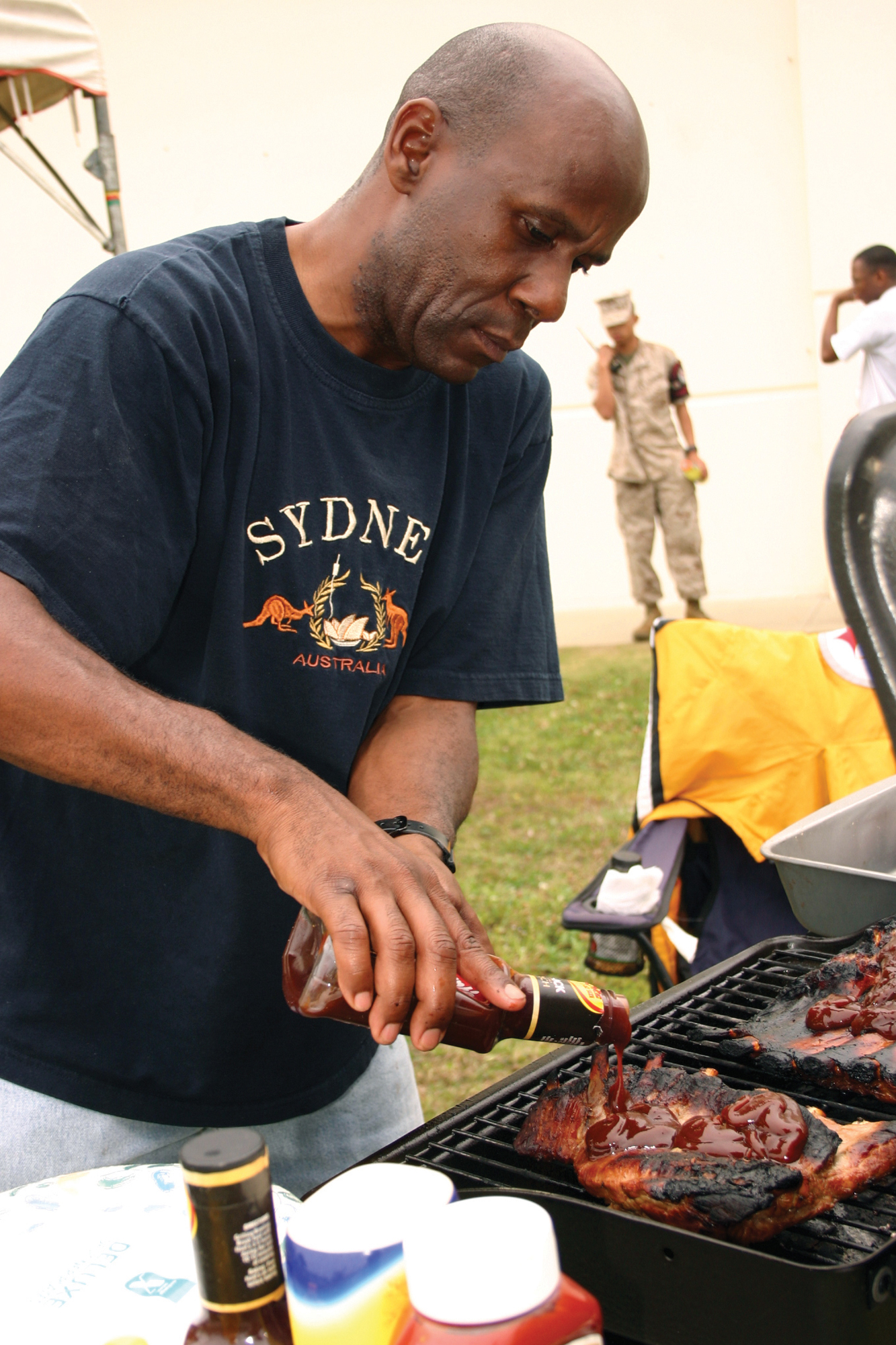
Cuisinier mettant de la sauce barbecue sur une viande grillée.

La sauce barbecue ou sauce BBQ est une sauce brune et condiment.
Originaire du Sud des États-Unis, cette sauce sucrée au goût fumé accompagne généralement les plats de viandes. Elle peut également servir en marinade.

## Ingrédients
Les ingrédients peuvent varier selon les recettes. On peut mentionner :
- oignon
- ail
- ketchup
- sauce Worcestershire
- cassonade
- miel
- paprika
- piment de Cayenne
- huile d'olive
- sel
- poivre